# 1847 en Grèce
Chronologie de la Grèce
- 1843
- 1844
- 1845
- 1846
- 1847
- 1848
- 1849
- 1850
- 1851

Cette page concerne les évènements survenus en 1847 en Grèce  :

## Événement
- juin : Élections législatives

## Création
- École ionienne du Pirée (el).

## Naissance
- Sotiría Alibérti, éducatrice et féministe.
- Epaminódas Dimitríou (el), personnalité politique.
- Aléxandros Fotílas (el), personnalité politique.
- Nikólaos Makkás (el), médecin et professeur d'université.
- Efstáthios Papadákis (el), personnalité politique.
- Aristídis Rízos Rangavís (el), militaire.
- Dimítrios Vardouniótis (el), historien et avocat.
- Theódoros Zaïmis (el), médecin, professeur d'université et personnalité politique.

## Décès
- Christódoulos Efthimíou (el), philanthrope.
- Ioánnis Koléttis, premier-ministre.
- Geórgios Levéntis (el), personnalité politique.
- Vásos Mavrovouniótis (el), militaire.
- George Hanmer Warrington, officier britannique et consul de Grande-Bretagne.